# Pădarsko
Pădarsko (bulgariska: Пъдарско) är ett distrikt i Bulgarien.   Det ligger i kommunen Obsjtina Brezovo och regionen Plovdiv, i den centrala delen av landet, 130 km öster om huvudstaden Sofia.